# George Larner
George Edward Larner (7. března 1875, Langley – 4. března 1949, Brighton) byl britský atlet, olympijský vítěz v chůzi na 3500 metrů a 10 mil z roku 1908.

## Sportovní kariéra
Závodně se začal věnovat chůzi až v 28 letech. V letech 1904 a 1905 se stal mistrem Velké Británie v chůzi na 2 míle a 7 mil a vytvořil celkem devět chodeckých světových rekordů. Poté rezignoval na trénink, protože mu to překáželo ve výkonu funkce policisty v Brightonu. Jakmile mu jeho nadřízený povolil trénink během služby, vrátil se k vrcholovému závodění. Na olympiádě v Londýně v roce 1908 zvítězil na obou chodeckých tratích – na 3500 metrů a na 10 mil. Po ukončení sportovní kariéry působil jako chodecký rozhodčí.